# Котуньо, Гильермо
Гилье́рмо Гасто́н Коту́ньо Ли́ма (исп. Guillermo Gastón Cotugno Lima; 17 марта 1995, Монтевидео) — уругвайский футболист, защитник.

## Клубная карьера

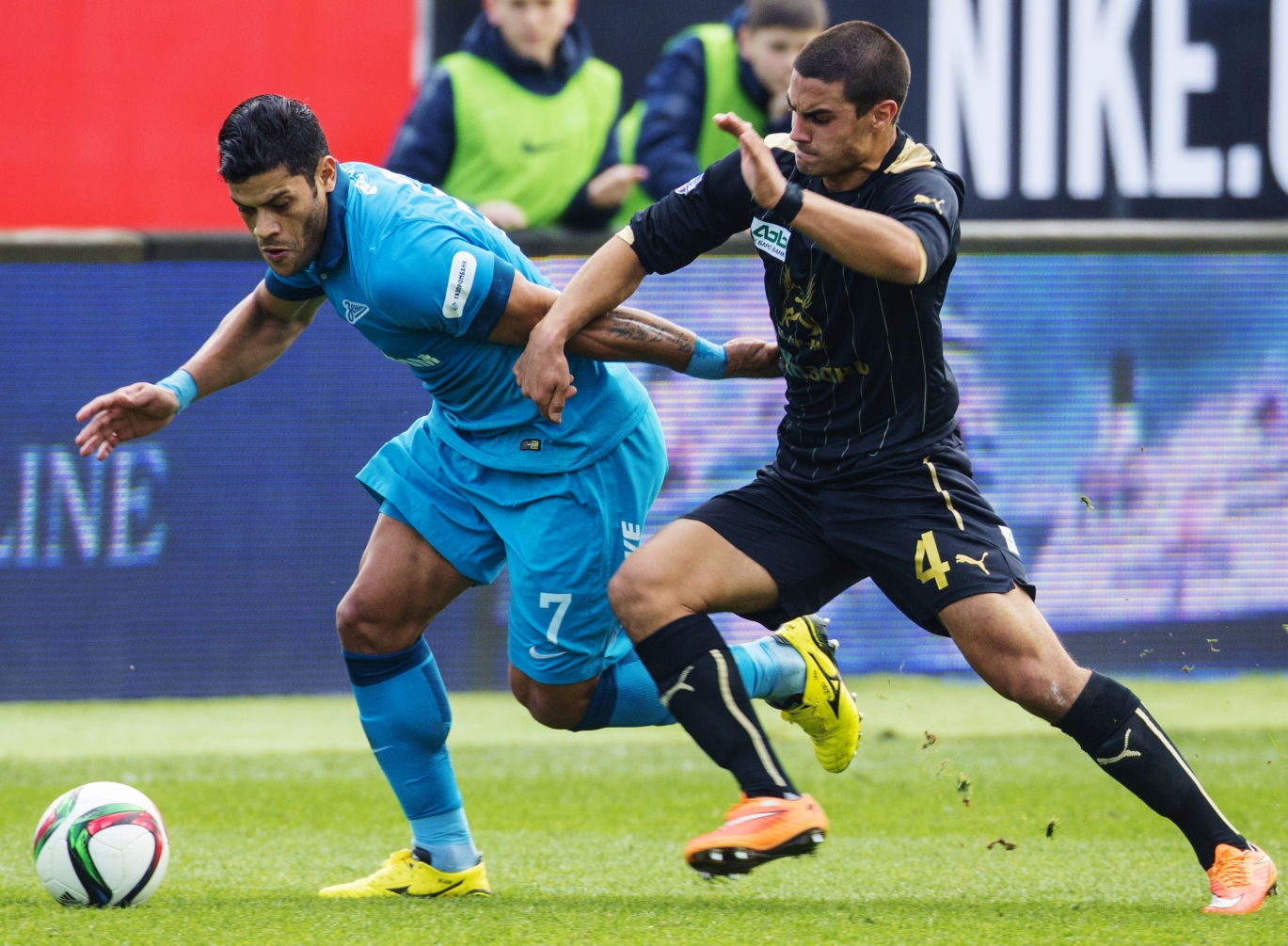
Котуньо в борьбе за мяч против Халка

За «Данубио» Гильермо дебютировал 15 февраля 2014 года в матче против «Ливерпуля». В своём дебютном сезоне ему удалось стать чемпионом страны. В сезоне 2014/15 игрок стал одним из основных защитников команды. Всего за «дунайцев» он провёл двадцать пять матчей уругвайского чемпионата.
В феврале 2015 года Гильермо присоединился к казанскому «Рубину» на правах аренды. 3 марта в матче Кубка России против московского «Локомотива» он дебютировал за казанскую команду. 9 марта в поединке против тульского «Арсенала» Котуньо дебютировал в РФПЛ. 20 июня Гильермо подписал с «Рубином» пятилетний контракт.

## Международная карьера
В начале 2015 года Котуньо в составе молодёжной сборной Уругвая принял участие в домашнем молодёжном чемпионате Южной Америки. На турнире он сыграл в матчах против команд Чили, Перу, Парагвая, Аргентины, дважды Колумбии и Бразилии. Гильерме помог молодёжной национальной команде завоевать бронзовые медали.
Летом того же года Котуньо принял участие в молодёжном чемпионате мира в Новой Зеландии. На турнире он сыграл в матчах против сборных Сербии, Мексики, Мали и Бразилии.

## Достижения
- Чемпион Уругвая (2): 2013/14, 2019
- Обладатель Суперкубка Уругвая (1): 2019
- Бронзовый призёр Молодёжного чемпионата Южной Америки (1): 2015